# Casa delle Teste (Amsterdam)
La Casa delle Teste (in olandese Huis met de Hoofden; letteralmente: "Casa con le teste") è uno storico edificio della città di Amsterdam, nei Paesi Bassi, risalente al 1622 e progettato da Hendrick e Pieter de Keyser.
Sorge sul Keizersgracht e rappresenta un notevole esempio dell'architettura rinascimentale olandese; è classificato come rijksmonument.

## Storia

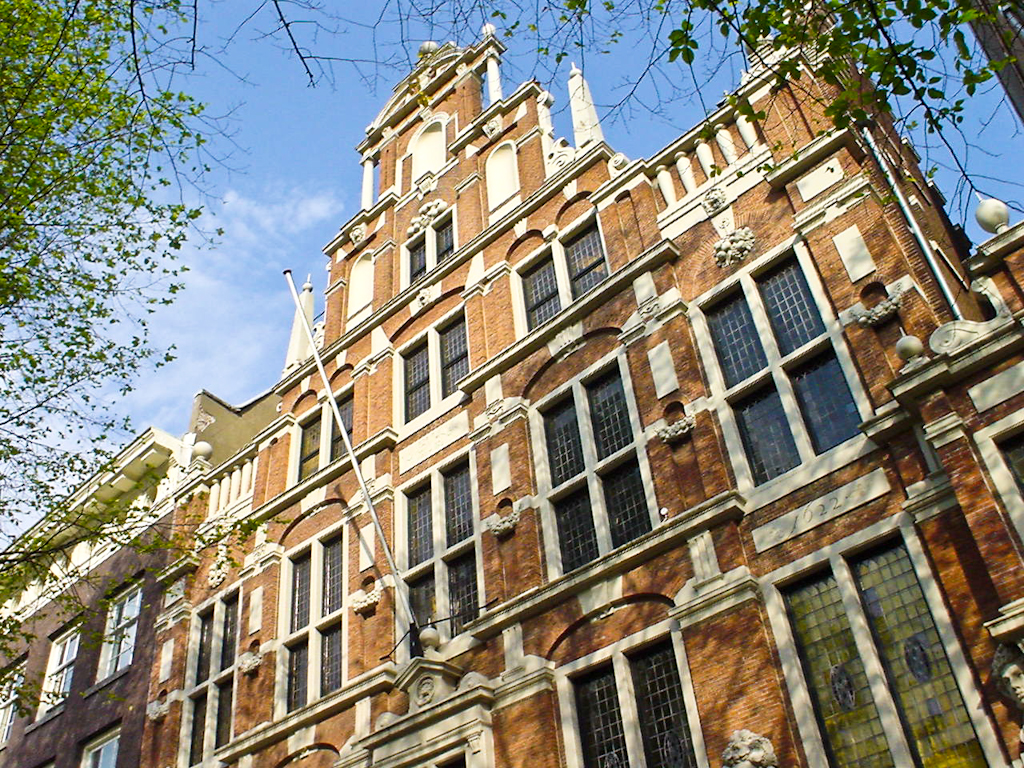
Il frontone.

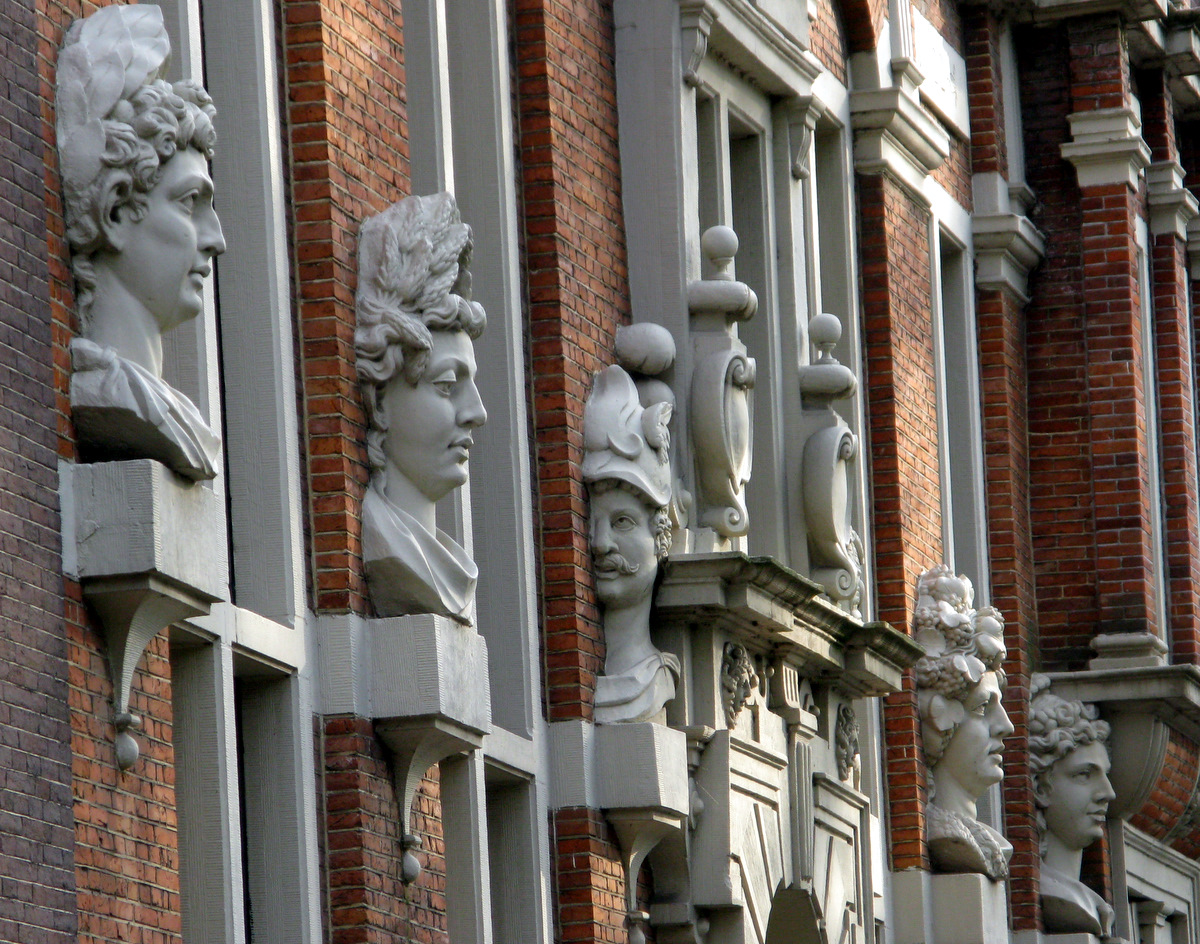
Particolare dell'edificio con le teste degli Dei.

La casa delle Teste venne eretta come residenza per il ricco mercante e collezionista Nicolas Sohier. Il progetto venne commissionato nel 1621 al grande architetto Hendrick de Keyser il Vecchio, ma, in seguito alla morte di quest'ultimo, avvenuta proprio in quell'anno, la costruzione dell'edificio venne continuata da suo figlio Pieter che la terminò nel 1622.
Tuttavia Sohier visse poco nella casa e dopo la morte della moglie e delle sue due figlie, l'edificio venne acquistato da Louis de Geer, ricco mercante di ferro e carta che, grande amatore dell'arte e della cultura, vi fece aggiungere le sei teste, alte circa un metro e larghe 50 cm., che danno nome alla residenza. Secondo la leggenda, appartenute a sei ladri, che indottisi nella casa vennero sorpresi e decapitati, a uno a uno, dal cuoco con un coltello da pane. In verità rappresentano gli Dei: Apollo, Cerere, Mercurio, Minerva, Bacco e Diana. Il posizionamento di Mercurio e Minerva, ai lati dell'ingresso principale, indica lo stesso De Geer come 'Mercator sapiens', identificato sia con il commercio che con la saggezza.
La famiglia De Geer tenne la proprietà della residenza fino al 1779. Dopo si susseguirono diversi proprietari, fra cui il mercante d'arte De Roos, che vendette anche la Lezione di Anatomia di Rembrandt nel 1928 e, dal 1984, il Bureau Monumenten en Archeologie, l'Ufficio per la salvaguardia dei Monumenti della città di Amsterdam".
Nel 2006, la casa fu ceduta all'uomo d'affari e collezionista d'arte Joost Ritman, che vi trasferì alcuni volumi sull'alchimia e il misticismo provenienti dalla Biblioteca Philosophica Hermetica, di cui è proprietario.

## Architettura
Insieme alla Casa Bartolotti e alla Casa dei Delfini è una delle più grandi case doppie del Seicento. Infatti si tratta di una grande proprietà realizzata su più lotti aggiuntivi, due sul Kaizergracht e un altro acquistato dietro le case che danno
sull'Herengracht per aumentare la profondità del giardino.
La ricca facciata rinascimentale, disegnata da Hendrick de Keyser il Vecchio, su due piani ed alto frontone, è fastosamente decorata da elementi in pietra bianca come trofei, mascheroni, colonne e obelischi, su un fondo di mattoni rossi. Sul retro vi è la facciata del giardino, a doppio frontone, ricostruita nel 1954 sullo stile tipico olandese della facciata principale.